# Nye akvareller
Nye akvareller is een compositie van Niels Gade. Gade schreef zijn muzikale aquarellen gedurende zijn gehele leven. Het begon met de Akvareller, vervolgens het Scherzino. Akvarel en losse Akvarel in A Majeur en ten slotte deze vijf. Ze zijn het laatste in het genre. Soms werden de Nye akvareller als boek 3 van Akvareller opus 19 afgedrukt. Voor de populariteit maakte dat geen verschil, in de 20e eeuw zijn ze in de vergetelheid geraakt.
De vijf zijn getiteld:
1. Humorske in a mineur
2. Notturno in E majeur
3. Scherzo in Des majeur
4. Romanze in A majeur
5. Capriccio in F majeur